# 耶律绵思哥
耶律绵思哥，蒙古帝国将领。契丹族。太师耶律阿海次子。
成吉思汗十四年（1219年)，与父亲耶律阿海一起跟随成吉思汗西征花拉子模。耶律阿海去世，耶律绵思哥袭爵，拜为太师，监守寻思干城（今乌兹别克斯坦撒马尔罕）。很久以后，奉请大汗返还汉地，于是担任守中都路也可（大）达鲁花赤（镇守者），佩虎符。不久后，去世。其子耶律买哥。